# Worth (Misuri)
Worth es una villa ubicada en el condado de Worth en el estado estadounidense de Misuri. En el Censo de 2010 tenía una población de 63 habitantes y una densidad poblacional de 96,53 personas por km².

## Geografía
Worth se encuentra ubicada en las coordenadas 40°24′16″N 94°26′47″O / 40.40444, -94.44639. Según la Oficina del Censo de los Estados Unidos, Worth tiene una superficie total de 0.65 km², de la cual 0.65 km² corresponden a tierra firme y (0%) 0 km² es agua.

## Demografía
Según el censo de 2010, había 63 personas residiendo en Worth. La densidad de población era de 96,53 hab./km². De los 63 habitantes, Worth estaba compuesto por el 85.71% blancos, el 7.94% eran afroamericanos, el 6.35% eran amerindios, el 0% eran asiáticos, el 0% eran isleños del Pacífico, el 0% eran de otras razas y el 0% pertenecían a dos o más razas. Del total de la población el 0% eran hispanos o latinos de cualquier raza.